# Musel V Mamicônio
Musel V ou Musiles V (em latim: Musel ou Musiles; em grego medieval: Μουσίλης; romaniz.: Mousílēs; em armênio: Մուշեղ; romaniz.: Mušeł), ou Musel IV Mamicônio para Cyril Toumanoff , foi um nobre armênio do século VIII, membro da família Mamicônio.

## Nome
Musel ou Musiles (Μουσίλης, Mousílēs) são as formas latina e grega do armênio Muxel (Մուշեղ, Mušel), que originou-se no hitita Mursil através da forma não atestada Murxel (*Մուրշեղ, *Muršeł).

## Vida
Musel era filho de Amazaspes IV. Para Toumanoff, foi asparapetes entre 660 e 693, enquanto Christian Settipani pensa que foi asparapetes em 706/9 e que morreu após essa data. Foi o ancestral dos Mamicônios subsequentes.